# 廉政行動1998
《廉政行動1998》（英語：ICAC Investigators 1998）是香港電視廣播有限公司與香港廉政公署合作攝製的時裝單元劇集，全劇共5集，監製周輝，此劇為配合廉政公署慶祝成立25週年而攝製的劇集。
根據廉政公署己完成調查的案件改編而拍成的，亦是廉政公署第九套電視劇。劇集以寫實手法拍攝，著重人性刻劃，並透過描繪廉政公署調查員曲折的查案過程，揭露各種貪污事件，刻劃出市民在貪污影響中所受的禍害。
除《再見大龍鳳》外，其餘四個單元曾在2004年下午在無綫電視翡翠台重播，其中《億萬裁決》和《老細有料》在2004年11月18日至11月19日下午14:40－15:40重播，而《買路錢》和《特別通道》則在2004年1月20日至1月21日上午11:45－中午12:45重播（為「『滋采珍珠沐浴寶』午間劇場」）。2009年起，劇集分階段上傳於廉政公署網站中的廉政頻道。

## 演員表

### 廉政公署人員
| 演員   | 角色   | 職位         | 關係/暱稱 | 出現集數       |
| 狄 龍  | 張天任 | 首席調查主任 |           | 單元一至五     |
| 張兆輝 | 高展輝 | 高級調查主任 |           | 單元一、四     |
| 梁榮忠 | 盧一俊 | 高級調查主任 |           | 單元二、三、五 |
| 郭耀明 | 朱紀棠 | 高級調查主任 |           | 單元二、五     |
| 蘇玉華 | 沈寶珊 | 高級調查主任 |           | 單元四         |
| 黃卓玲 | 周 潔  | 調查主任     |           | 單元二、三、五 |
| 曹永廉 | 阿 湯  | 調查主任     |           | 單元二、三、五 |
| 張玉珊 | 邵宇明 | 調查主任     |           | 單元一         |
| 容錦昌 | 陸景行 | 調查主任     |           | 單元一         |
| 蔣 克  | --     | 調查員       |           | 單元一至五     |
| 梁輝宗 | --     | 調查員       |           | 單元二至五     |
| 宋芝齡 | --     | 調查員       |           | 單元一、二、四 |
| 盧卓南 | --     | 調查員       |           | 單元一至五     |
| 譚權輝 | --     | 調查員       |           | 單元一至五     |
| 劉家聰 | --     | 調查員       |           | 單元一、三至五 |
| 劉志清 | --     | 調查員       |           | 單元一、三、五 |
| 甘子正 | --     | 調查員       |           | 單元一、三、五 |
| 周凱珊 | --     | 調查員       |           | 單元一、二、五 |
| 楊證樺 | --     | 調查員       |           | 單元一、五     |
| 魏惠文 | --     | 調查員       |           | 單元一、三、五 |
| 彭國樑 | --     | 調查員       |           | 單元一、五     |
| 劉深宜 | --     | 調查員       |           | 單元一、三     |
| 鄧建邦 | --     | 調查員       |           | 單元一、三     |
| 呂幹文 | --     | 調查員       |           | 單元一、三     |
| 何君龍 | --     | 調查員       |           | 單元一、三     |
| 勞少娟 | --     | 調查員       |           | 單元一         |
| 梁耀宗 | --     | 調查員       |           | 單元一         |

### 單元一《再見大龍鳳》
警察特別職務隊主管接受賄賂，暗中包庇色情架步，並安排以「戲子」頂罪的假掃黃行動，俗稱「大龍鳳」。 經過廉署全力追查，終於拘捕警隊害群之馬，防止這種六、七十年代貪污手法再現。（改編自1994年旺角警員貪污案、1995年黃大仙警員貪污案，故事於廉政行動2014被重製）
| 演員   | 角色   | 關係                                                   | 暱稱   |
| 張國強 | 莫國全 | 特别职务队高級督察 受賄大鱷 被判入獄四年               |        |
| 古明華 | 廖維強 |                                                        | 雞丁強 |
| 夏韶聲 | 方子洪 | 特别职務队沙展 受賄 被判入獄三年，服刑期間因癌症而逝世 | 阿方   |
| 李 岡  | 余應彪 | 特别职務队沙展 受賄 被判入獄三年                       |        |
| 虞天偉 | 歐 健  | 特别职務队沙展 受賄 被判入獄三年                       |        |
| 梁詠琳 |        | 方子洪之妻                                             | 方太   |
| 雷詠怡 | 妓女   |                                                        |        |
| 伍慧珊 | 妓女   |                                                        |        |
| 黃鳳琼 | 單素茹 |                                                        | 阿 單  |
| 陳 元  | 馬 彪  |                                                        |        |
| 華忠男 | 文 炳  |                                                        |        |
| 蔡國慶 | 崔 成  |                                                        |        |
| 李啟傑 | CID    |                                                        |        |
| 李志華 | CID    |                                                        |        |
| 嚴文軒 | CID    |                                                        |        |
| 黃偌儀 | CID    |                                                        |        |
| 戴耀明 | CID    |                                                        |        |
| 張俊華 | CID    |                                                        |        |
| 黃美棋 | 方韻怡 |                                                        |        |

### 單元二《億萬裁決》
金融界大亨野心勃勃，不斷擴充業務，原來其資金是靠行賄財務公司高級職員借貸得來的。集團投資失利，旗下公司紛紛倒閉，導致集團股價急瀉，股民損失慘重，並引發金融危機。廉署調查員鍥而不捨，終將罪犯繩之於法。(改編自1983年佳寧案)
| 演員   | 角色     | 關係                                                        | 暱稱         |
| 潘志文 | 鄧柏年   | 啟天國際集團主席 大鱷 被判入獄五年 角色原型為陳松青         | Kenneth      |
| 莫可欣 | 羅惠儀   | 鄧柏年女秘書、現任啟天財務總監、新達旅遊主席                | Connie       |
| 謝天華 | 麥嘉輝   | 前啟天財務總監 移居加拿大 後被廉署成功說服回港作證          | Peter        |
| 駱達華 | 何青雲   | 新達旅遊總經理 於公司財困倒閉後潛逃至台灣，後被台灣警方拘捕 |              |
| 江 漢  | 毛文傑   |                                                             |              |
| 郭 鋒  | 陳金河   | 萬里達財務主席 於公司財困倒閉後潛逃至英國，後被英國警方拘捕 |              |
| 羅國維 | 張炳炎   | 國富銀行主席 舉報人                                         |              |
| 邱萬城 | 張漢華   |                                                             |              |
| 鄺佐輝 | Paul Lam | 刑事檢控專員                                                |              |
| 林尚義 | 老 蔡    |                                                             |              |
| 廖麗麗 | 蔡太太   |                                                             |              |
| 黃紀瑩 | 蔡寶兒   |                                                             |              |
| 陳狄克 | 阿 忠    |                                                             | 鄧柏年之司機 |
| 陳中堅 |          | 法官                                                        |              |
| 方 傑  |          | 辯護律師                                                    |              |

### 單元三《老細有料》(又名《伙記今晚開Party》)
衛生督察透過中間人收受食肆經營者賄款，作為向他們提供突擊巡查消息的報酬。一名食肆東主不堪苛索向廉署舉報，並提供協助，但貪污者非常狡猾，經廉署調查員與他多番鬥智鬥力，終於成功逮捕幕後主持。
| 演員   | 角色   | 關係                                  | 暱稱 |
| 廖啟智 | 林卓生 | 市政總署九龍城區衛生督察 受賄         |      |
| 羅 蘭  |        | 林卓生之母                            |      |
| 黃愷欣 |        | 林卓生之姐姐                          |      |
| 余子明 | 趙一平 | 大寶翅海鮮酒家總經理 污點證人         |      |
| 金興賢 | 陳昌華 | 市政總署九龍城區高級衛生督察 受賄大鱷 |      |
| 曾健明 |        | 林卓生姐姐之夫                        |      |
| 凌 漢  | 崔惠東 | 飲食顧問公司東主 前市政總署職員 受賄  |      |
| 孫季卿 | 卿 叔  | 陳昌華之堂叔                          |      |
| 郭德信 | 王Sir  |                                       |      |
| 張漢斌 |        | 市政署同事                            |      |
| 湯俊明 |        | 市政署同事                            |      |
| 歐家瑋 |        | 食店老闆                              |      |
| 林敬剛 | 阿 榮  |                                       |      |
| 車保羅 | 老金   | 金記老闆 舉報人                       |      |
| 李海生 | 旺記   | 旺記老闆                              |      |
| 區 嶽  | 阿 丙  |                                       |      |
| 黃振威 |        | 電視台記者                            |      |
| 杜大偉 |        | 伙記                                  |      |
| 方 萍  |        | 麻雀腳友                              |      |

### 單元四《買路錢》
運輸署工程師以權謀私，對申請擴建停車場的公司策劃經理多番留難，藉以向其索取賄款。經廉署調查後發現案中案，原來案件涉及另一地政署高級職員。廉署人員抽絲剝繭，終將一干人等緝捕歸案。
| 演員   | 角色   | 關係                                         | 暱稱    |
| 魏駿傑 | 陳志偉 | 地產公司策劃經理 舉報人                      |         |
| 王 偉  | 龐 衛  | 地政總署高級產業測量師 受賄大鱷 被判入獄三年 |         |
| 鄧英敏 | 鄭忠文 | 運輸署高級工程師 受賄 被判入獄四年           |         |
| 鮑 方  | 周總裁 |                                              |         |
| 焦 雄  | 李志波 |                                              |         |
| 施 敏  |        | 秘書                                         |         |
| 陳楚翹 | 何安妮 | 鄭忠文之情婦                                 |         |
| 楊婉儀 | 陳 太  |                                              |         |
| 魯文傑 | 周紹南 |                                              | Anthony |
| 尤 程  | Rebecc |                                              |         |
| 陳 琪  | Angel  |                                              |         |
| 唐基明 | --     | 律師                                         |         |
| 梁健平 | --     | 檢控官                                       |         |
| 招石文 | --     | 法官                                         |         |

### 單元五《特別通道》
一宗內地商人行使假護照案，帶出一連串相關的貪污勾當，包括一名外國領事館職員受賄提供偽造旅遊證件。廉署取得入境處充分合作，並派出臥底調查員進行調查，終成功將有關人等一網打盡。
| 演員   | 角色   | 關係                                                  | 暱稱   |
| 馬浚偉 | 趙文德 | 入境事務處主任 舉報人                                 | Admond |
| 程小龍 | 卓 榮  | 國內商人 偽證罪犯                                     |        |
| 王俊棠 | 梁志昆 | 魚欄老闆 偽證罪犯                                     | 細昆   |
| 康 華  | 盛彩鳳 | 卓榮女友 偽證罪犯                                     |        |
| 駱應鈞 | 陳永強 | 一路通旅行社老闆 偽證罪犯 透過Tony Benson取得偽造護照 |        |
| 李俊森 | 阿Ben  |                                                       |        |
| 劉倫寶 |        | 趙文德之女友                                          |        |
| 郭卓樺 |        | 梁志昆之手下                                          |        |
| 楊瑞麟 | 高君鵬 |                                                       |        |
| 李衛棋 |        | 入境處職員                                            |        |
| 河國榮 |        | 外國領事館上司 拘捕Tony Benson                        |        |
| 孫恩明 |        | 梁細昆之手下                                          |        |
| 鍾建文 |        | 入境處職員                                            |        |
| 吳亦謙 |        | 入境處職員                                            |        |
| 何偉業 |        | 入境處職員                                            |        |

## 資料來源
《廉政廿五載光影的印證》VCD套裝（不對外發售，可於部份香港公共圖書館借看）

東方日報（1998年11月1日A23版）

東方日報（1998年11月8日A28版）

東方日報（1998年11月15日A25版）

東方日報（1998年11月22日A32版）

東方日報（1998年11月29日A28版）

## 製作特輯
本劇的製作特輯名為《廉政廿五載光影的印證》，在1998年10月26日（星期日）香港時間23:00於無綫電視翡翠台播出，由狄龍和楊婉儀主持。內容回顧廉政公署25年來製作過的電視劇集「靜默的革命」、「ICAC」、「廉政先鋒」和「廉政行動」等。訪問導演黃華麒、許鞍華；編劇甘國亮；演員劉松仁、鄭裕玲。並介紹「廉政行動1998」的製作過程。
有趣的是，導演許鞍華在節目中提及自己在1977年執導的《ICAC》談及其中一集「要進入機場禁區內一直不停拍攝」，惟當時在公開的五集《ICAC》劇集內並沒有她所提及的情節，直至一年後（即1999年），另外兩集被禁播的《ICAC》劇集（「男子漢」和「查案記」兩個單元）獲解禁公映後，才知道她所提及的內容是在被禁播的單元「查案記」中出現的。

## 電視節目的變遷
| 香港無綫電視翡翠台 星期一至五 14:05-15:00 下午重播時段劇集 | 香港無綫電視翡翠台 星期一至五 14:05-15:00 下午重播時段劇集 | 香港無綫電視翡翠台 星期一至五 14:05-15:00 下午重播時段劇集 |
| ---------------------------------------------------------- | ---------------------------------------------------------- | ---------------------------------------------------------- |
|                                                            | 廉政行動1998 （2000.02.28 - 2000.03.03）                   |                                                            |
| 花木蘭 （2000.01.26 - 2000.02.25）                         | 原振俠 （2000.03.06 - 2000.03.31）                         |                                                            |

## 外部連結
- 無綫電視官方網頁(TVBI) - 廉政行動1998 （页面存档备份，存于）